# کاراکووا، میاگی
کاراکووا، میاگی (به لاتین: Karakuwa) یک منطقهٔ مسکونی در ژاپن است که در ناحیه توهوکو واقع شده‌است. کاراکووا ۸٬۴۶۳ نفر جمعیت دارد.